# Disposición para mejorar la espiritualidad
El diagnóstico enfermero disposición para mejorar la espiritualidad está definido como una "habilidad para experimentar e implementar significados y propuestas de vida entre una persona y una conexión consigo mismo, con otras artes, música, literatura, naturaleza o un poder superior a uno mismo." (Anónimo, 2002, p. 68) y fue aprobado por la NANDA en 2002.

## Características definitorias
Una persona con este diagnóstico puede:
- Tener un elevado deseo de esperanza;
- Sentir cual es el significado y sentido de su vida;
- Tener una sensación de paz o serenidad;
- Perdonar a los demás, y pedir el perdón de otros;
- Tener una filosofía satisfactoria de vida;
- Experimentar diversión, coraje, o incremento de ambas;
- Rezar o meditar;
- Conectar con otros;
- Proporcionar servicios a otros;
- Experimentar conexiones con la naturaleza;
- Experimentar conexiones con o un deseo de crear arte, música, o literatura, particularmente de naturaleza religiosa o espiritual;
- Experimentar una conexión con una energía mayor que uno mismo;
- Reportar experiencias místicas; o
- Participar en actividades religiosas.